# قبب كبير
قبب كبير قرية سوريّة تتبع إداريّاً لمحافظة حلب منطقة منبج ناحية خفسة، بلغ تعداد سكانها (550) نسمة حسب التعداد السكاني لعام 2004.